# Dominus Iesus
Dominus Iesus (lat. Pán Ježíš), O jedinečnosti a spásonosné univerzalitě Ježíše Krista a církve je deklarace Kongregace pro nauku víry schválená papežem Janem Pavlem II. a vydaná 6. srpna 2000. Pod dokumentem je podepsán tehdejší prefekt Kongregace Joseph Ratzinger (pozdější papež Benedikt XVI.) a jeho tehdejší tajemník Tarcisio Bertone (pozdější kardinál státní sekretář). Dokument mluví o vztahu katolické církve k ostatním křesťanům a jiným náboženstvím, staví se proti teologii náboženského pluralismu a relativismu, proti které zdůrazňuje spásnou jedinečnost a univerzálnost Ježíše Krista. Odmítá taktéž ty formy mezináboženského dialogu, které nahrazují misie a výzvy k obrácení.

## Ekleziologie a kristologie
Dokument se staví proti chápání Ježíše Krista jako jedné z několika osob, skrze které se Bůh zjevuje lidem. Takové teologie označuje jako neslučitelné s křesťanskou vírou. Naopak zdůrazňuje, že jedině Kristus je schopen poskytnout lidem spásu a jeho osoba má v dějinách jedinečnou, absolutní a výlučnou hodnotu.
Co se ekleziologických stanovisek týče, zdůrazňuje dokument jedinečnost církve založené Kristem:
Výrazem „subsistit in“ chtěl 2. vatikánský koncil uvést v soulad dvě doktrinální tvrzení: na straně jedné, že Kristova církev navzdory rozdělení křesťanů nadále plně existuje pouze v katolické církvi – a na straně druhé, že „mimo její organismus je mnoho prvků posvěcení a pravdy“ tedy v církvích a církevních společenstvích, které ještě nejsou v plném společenství s katolickou církví. Avšak co se týká těchto posledních, je třeba tvrdit, že jejich hodnota „se odvozuje z plnosti milostí a pravdy, která byla svěřena katolické církvi“.

Existuje tedy jediná Kristova církev, která subsistuje v katolické církvi, je řízena Petrovým nástupcem a biskupy ve společenství s ním. Církve, které sice nejsou v dokonalém společenství s církví katolickou, ale zůstávají s ní spojeny velmi těsnými pouty, jako apoštolská posloupnost a platná eucharistie, jsou pravé partikulární církve. Proto i v těchto církvích je přítomna Kristova církev a působí v nich, ačkoliv chybí plné společenství s katolickou církví, nakolik nepřijímají katolické učení o primátu, který podle Boží vůle objektivně má a uplatňuje nad celou církví římský biskup.
Naproti tomu církevní společenství, která neuchovala platný episkopát a ryzí a úplnou podstatu eucharistického tajemství, nejsou církvemi v pravém slova smyslu...
Dominus Iesus 17
Ke vztahu církve ke spáse dokument slovy druhého vatikánského koncilu v pozitivní formulaci znovu vyjadřuje tradiční katolickou nauku extra Ecclesiam nulla salus (mimo Církev není spásy): „Především je nutno pevně věřit, že ’putující církev je nutná ke spáse. Neboť jedině Kristus je prostředník a cesta ke spáse a on se pro nás stává přítomným ve svém těle, církvi. On sám vý-slovným zdůrazněním nutnosti víry a křtu (srov. Mk 16,16; Jan 3,5) potvrdil zároveň i nutnost církve, do které lidé vstupují křtem jako branou’.“
Některé nekatolické skupiny slova dokumentu interpretovala jako znevažování jejich víry, zatímco jiní vyjadřovali uspokojení nad tím, že církevní stanovisko neodmítá možnost spásy pro ty, kteří jsou oficiálně odděleni od katolické církve.

## Reakce na kritiku
Papež Jan Pavel II. na kritiku dokumentu reagoval ve svých prohlášeních 2. října a poté 6. prosince, v kterých řekl, že dokument neodnímá možnost spásy lidem mimo křesťanství, ale zdůrazňuje, že jediným a výlučným zdrojem spásy je Kristus, v kterém je spojen člověk a Bůh.
V roce 2007 pak Kongregace pro nauku víry vydala dokument potvrzený papežem Benediktem XVI. obsahující „odpovědi na otázky o některých aspektech nauky o církvi“. Dokument vysvětluje stanoviska Dominus Iesus a znovu je potvrzuje. Vyjadřuje se např. opět tak, že reformované církve nejsou z hlediska katolické církve církvemi v pravém slova smyslu a deklaruje „plnou totožnost Církve Kristovy a katolické Církve“. I tento dokument byl některými protestanty kritizován, naopak pravoslavní jej ocenili.